# فیت (تگزاس)
فیت، تگزاس(به انگلیسی: Fate, Texas) شهری در ایالت تگزاس از ایالات جنوبی ایالات متحده آمریکا است. در سرشماری سال ۲۰۰۰، جمعیت این شهر ۴۹۷ نفر اعلام شد.